# Estatuto Eclesiástico de Vladimir

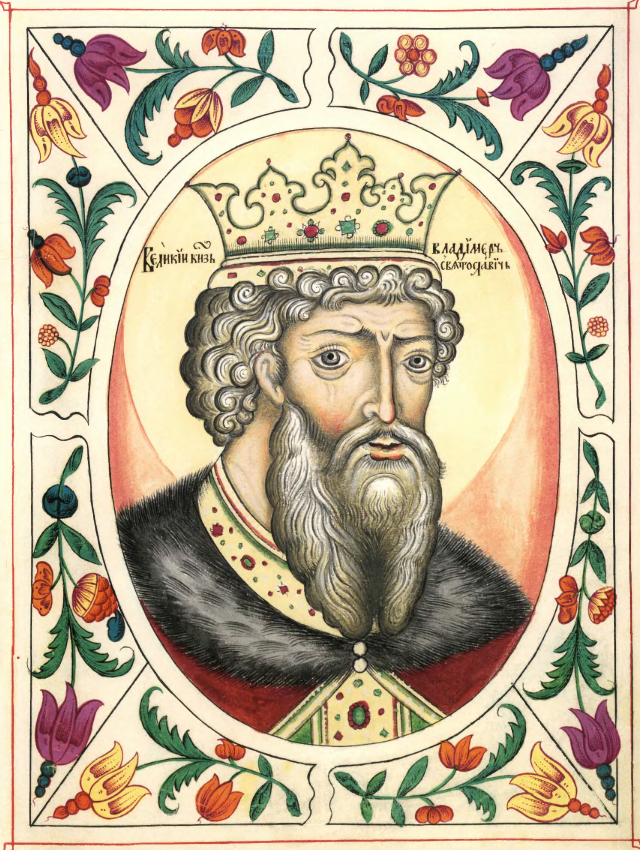
Vladimir (miniatura do "Livro dos Títulos do Czar")

O Estatuto Eclesiástico de Vladimir (em russo antigo:Оуставъ с(вя)т(о)го кн(я)зя Володимира, romanizado: Oustavʺ s(vja)t(o)go kn(ja)zja Volodimira, em russo:  Церковный устав Владимира, transl. Cerkovnyj ustav Vladimira, em ucraniano:  Церковний статут Володимира, transl. Cerkovnyj statut Volodymyra) é uma fonte de direito eclesiástico de origem estatal, originalmente compilada no final do séc. X - início do séc. XI. A elaboração do estatuto é atribuída ao príncipe Vladimir Sviatoslaviche. O estatuto, pela primeira vez na Rus, delimitou a jurisdição dos casos entre tribunais seculares e eclesiásticos, e também estabeleceu o pagamento do dízimo de todas as rendas principescas em favor da Igreja. Uma das principais fontes escritas do direito russo.

## Algumas edições
- Tradução para o inglês de Daniel H. Kaiser: Cópia do Sínodo do Estatuto Eclesiástico do Príncipe Vladimir. Fonte: As Leis da Rus' - Séculos X a XV, trad., ed. por Daniel H. Kaiser (Salt Lake City: Editora Charles Schlacks, 1992), 42-44.
- Memoriais da Lei Rus / ed. por Serafim Yushkov. Edição 1: Memoriais de Direito do Estado de Kiev dos séculos X-XII / Aleksandr Zimin. - Moscou: Gosyurizdat (Editora Jurídica do Estado), 1952. - 287 p. (em russo:  Памятники русского права / Под ред. С.В. Юшкова. – М.: Госюриздат, 1952. – Вып. I: Памятники права Киевского государства X–XII вв. / Сост. А.А. Зимин. – 287 с.).
- Estatutos principescos da Antiga Rus dos séculos 11-15 / Yaroslav Schapov. - Moscou: Nauka, 1976. - 239 p. (em russo:  Древнерусские княжеские уставы XI–XV вв. / Изд. подготовил Я.Н. Щапов. – М.: Наука, 1976. – 239 с.).
- Estatuto Eclesiástico de São Vladimir (edição extensa) // Mrochek-Drozdovskiy, Pyotr. A História da Lei da Rus. Apêndice 1. - Moscou, 1892. (em russo:  Церковный устав св. Владимира (пространная редакция) // Мрочек-Дроздовский П. Н. История русского права. Приложение 1. - М., 1892).
- Algumas cópias do Estatuto Eclesiástico do Príncipe Vladimir. Fonte: Macário (Bulgakov), metropolita de Moscou e Kolomna. A História da Igreja Russa. - Moscou, 1995. - Vol. 2. (em russo:  Макарий (Булгаков), митрополит Московский и Коломенский. История Русской Церкви. - М., 1995 - Кн. 2).